# Emma Andijewska
Emma Andijewska (ukrainska: Емма Андієвська; Emma Andijevska), född 19 mars 1931 i Donetsk i Ukrainska SSR, är en ukrainsk poet, författare och konstnär. Hon bor och arbetar i München. 
Emma Andijewska föddes i Stalino, nuvarande Donetsk, där hennes far, Ivan Andijevska var kemist och uppfinnare. Hon var sjuklig och fick undervisning i hemmet och av hänsyn till hennes hälsa flyttade familjen till Vysjhorod 1937 och två år senare till Kiev. 
Staden erövrades av tyskarna under andra världskriget och befriades av röda armén 1943. De lät avrätta Andijewskas far och resten av familjen flydde till Tyskland och bosatte sig i den brittiska zonen av Västberlin, där Andijewska vårdades på sjukhus i flera år. Hon flyttade till München och studerade  filosofi och filologi på ett privat ukrainskt universitet samtidigt som hon arbetade som radiovärd och redaktör på Radio Free Europe. Efter sin examen år 1957 flyttade hon med familjen till New York där hon gifte sig med den ukrainska litteraturkritikern och författaren Іvan Kosjelіvets. Hon blev amerikansk medborgare 1962. 
Adijewska har publicerat mer än fyrtio diktsamlingar och böcker på ukrainska och skapat tusentals surrealistiska verk. Hon är representerad på museer i hela världen.